# French Roast
French Roast (englisch für ‚französische Röstung‘, Anspielung auf French Toast) ist ein französischer computeranimierter Kurzfilm von Fabrice Joubert aus dem Jahr 2008.

## Handlung
Ein Mann sitzt in einem Pariser Café, liest die Zeitung und bestellt sich einen Kaffee. Zwischendurch erscheint ein Bettler, der vor dem Café Papier sammelt und bittet den Mann um eine Spende, was dieser jedoch ablehnt. Als der Mann seinen Kaffee bezahlen will, stellt er fest, dass er sein Portemonnaie vergessen hat. In seiner Verzweiflung bestellt er den ganzen Tag über weitere Tassen Kaffee und die Rechnung wird immer länger.
Am Nachbartisch hat sich eine kleine alte Frau niedergelassen. Als der Bettler mal wieder erscheint, gibt sie ihm von einem dicken Banknotenbündel einen Schein ab. Da die Frau immer wieder einschläft, versucht der verzweifelte Mann, sie zu bestehlen, kann jedoch ihre Tasche nicht öffnen. Ein Polizist erscheint und hängt im Café ein Fahndungsplakat auf, das einen Mann zeigt. Am Abend, als der Polizist bereits betrunken im Arm des Mannes eingeschlafen ist, hat der Mann die Tasche der alten Frau geöffnet und darin eine Maske gefunden, die dem Phantombild gleicht. Er wird vom Kellner für den gesuchten Mann gehalten und es kommt zum Chaos, als der eilig geweckte Polizist ungeschickt umherschlingert und der Bettler im Café erscheint, ausrutscht und seine gesammelten Papiere im Raum umherfliegen.
Die alte Frau kommt, nimmt die Maske leise tadelnd an sich, verlässt das Café und fährt in einem Bus davon. Der Bettler sammelt eifrig sein Papier ein und der Kellner präsentiert dem Mann die neueste Kaffeerechnung. Als der Mann weinend über der Rechnung zusammenbricht, legt der Bettler plötzlich die Banknote auf die Rechnung, die er von der alten Frau erhalten hatte. Der Kellner nimmt sie und gibt dem Mann sogar noch Wechselgeld heraus. Der Bettler verlässt das Café und der Mann bleibt erstaunt zurück.

## Produktion
Joubert entwickelte die Idee zu French Roast während seiner Zeit bei DreamWorks in Los Angeles; als eine Ursache für die in einem Pariser Café spielende Handlung nannte er Paris-Nostalgie während seiner Zeit in LA. Ein Vorbild für den Stil und Humor des Films sind die Werke von Jacques Tati, während das Farbkonzept auf Filme wie Billy Wilders Das Mädchen Irma la Douce und Stanley Donens Charade zurückgreift.
Der Film entstand ab Sommer 2007. Zunächst arbeitete Joubert drei Monate mit Studenten der École Georges Méliès in Paris, und anschließend ein Jahr mit 65 Künstlern und Technikern der Produktionsfirma Bibo Film in Montreuil.
French Roast erlebte am 30. Oktober 2008 auf dem Festival Voix d’Étoiles seine Premiere.

## Auszeichnungen
French Roast wurde 2010 für einen Oscar in der Kategorie „Bester animierter Kurzfilm“ nominiert, konnte sich jedoch nicht gegen Logorama durchsetzen.
Auf dem Córdoba International Animation Festival (ANIMA) wurde Fabrice Joubert mit einem Preis für den besten Animationsfilm ausgezeichnet.